# Herohero
Herohero je platforma určená pro tvůrce obsahu, která umožňuje propojení s fanoušky a monetizaci jejich tvorby prostřednictvím předplatného. Cílem platformy je poskytnout tvůrcům férové podmínky pro odměňování jejich práce přímo od fanoušků.
Tvůrci na Herohero mohou nahrávat různé typy obsahu, včetně videí, podcastů, fotografií, psaných textů a dalšího. Výdělky tvůrců pochází z předplatného, jehož cenu si sami stanovují. Herohero účtuje 10% poplatek plus DPH z těchto výdělků za údržbu a vylepšení platformy. Platby jsou zpracovávány prostřednictvím služby Stripe.
V současnosti[kdy?] na Herohero působí tvůrci z České republiky, Slovenska, Španělska, Německa i Spojených států amerických[zdroj?], například moderátor Čestmír Strakatý, architekt Adam Gebrian, sportovní podcast Kudy běží zajíc, youtubeři Stejk, Erik Meldík a Martin Mikyska, podcast KLDR živě koreanistky a spisovatelky Niny Špitálníkové, talkshow Agáta a Ornella influencerek Agáty Hanychové a Ornelly Koktové, podcast Neplecha ukončena, komediální duo The Good Liars nebo Vítkův Cestopiss cestovatele Víta Vomáčky.

## Historie
Platforma vznikla v roce 2020. Služba je modelována jako česká alternativa americké monetizační služby Patreon. U zrodu Herohero stála dvojice podnikatelů Vojtěch Otevřel a Vojtěch Knyttl, kteří se spolu historicky podíleli již na založení kulturní platformy GoOut.cz.
V roce 2023 platforma expandovala na španělský, německý a americký trh.